# Фрегаты типа «Маэстрале»
Тип «Маэстрале» (итал. Classe Maestrale) — серия итальянских фрегатов УРО 1980-х годов. Были созданы как дальнейшее развитие фрегатов типа «Лупо», отличаясь увеличенными размерами, позволившими повысить их мореходность и обеспечить пространство для размещения второго вертолёта и дополнительных гидролокаторов. В результате, по сравнению с предшественниками, фрегаты типа «Маэстрале» более приспособлены для выполнения задач ПЛО, ценой некоторого снижения возможностей борьбы с надводными кораблями из-за уменьшения числа противокорабельных ракет. 
Всего в 1978—1985 годах было построено восемь кораблей этого типа. За более чем два десятилетия своей службы они не проходили капитальной модернизации, за исключением установки в 1994 более совершенного гидролокационного оборудования. Несколько фрегатов типа «Маэстрале» использовались в ходе Иракской войны. 
По состоянию на 2009 год, все восемь кораблей серии остаются на вооружении ВМС Италии. В 2012 году рассматривался вопрос о продаже двух фрегатов Филиппинам, с предварительным капитальным ремонтом и модернизацией.

## Представители
| Название            | Номер | Судоверфь         | Закладка        | Спуск на воду    | Вступление в строй | Судьба           |
| ------------------- | ----- | ----------------- | --------------- | ---------------- | ------------------ | ---------------- |
| Маэстрале Maestrale | F 570 | CNR, Рива Тригозо | 8 марта 1978    | 2 февраля 1981   | 6 марта 1982       | в строю, на 2012 |
| Грекале Grecale     | F 571 | CNR, Муджиано     | 21 марта 1979   | 12 сентября 1981 | 5 февраля 1983     | в строю, на 2012 |
| Либеччио Libeccio   | F 572 | CNR, Рива Тригозо | 1 августа 1979  | 7 сентября 1981  | 5 февраля 1983     | в строю, на 2012 |
| Широкко Scirocco    | F 573 | CNR, Рива Тригозо | 26 февраля 1980 | 17 апреля 1982   | 20 сентября 1983   | в строю, на 2012 |
| Ализео Aliseo       | F 574 | CNR, Рива Тригозо | 10 августа 1980 | 29 октября 1982  | 7 сентября 1983    | в строю, на 2012 |
| Эуро Euro           | F 575 | CNR, Рива Тригозо | 15 апреля 1981  | 25 апреля 1983   | 24 января 1984     | в строю, на 2012 |
| Эсперо Espero       | F 576 | CNR, Рива Тригозо | 29 июля 1982    | 19 ноября 1983   | 4 мая 1984         | в строю, на 2012 |
| Дзеффиро Zeffiro    | F 577 | CNR, Рива Тригозо | 15 марта 1983   | 19 мая 1984      | 4 мая 1985         | в строю, на 2012 |